# Prefectura de Casablanca
La prefectura de Casablanca (en àrab عمالة الدار البيضاء, ʿamālat ad-Dār al-Bayḍāʾ; en amazic ⵜⴰⵎⵖⵓⵔⵜ ⵏ ⴰⵏⴼⴰ, tamɣurt n Anfa) és una de les prefectures del Marroc, fins 2015 part de la regió de Gran Casablanca i actualment de la de Casablanca-Settat. Té una superfície de 189,14 km² i 2.949.805 habitants censats en 2004. La capital és Casablanca.

## Divisió administrativa
La prefectura de Casablanca es divideix en:
1. la comuna urbana de Casablanca, que comprèn 16 arrondissements agrupats en vuit prefectures d'arrondissement(s) :
  - la prefectura d'Aïn Chock (arrondissement : Aïn Chock),
  - la prefectura d'Aïn Sebaâ-Hay Mohammadi (arrondissements : Aïn Sebaâ, Hay Mohammadi i Roches-Noires),
  - la prefectura d'Al Fida-Mers Sultan (arrondissements : Al Fida i Mers Sultan),
  - la prefectura de Ben M'sick (arrondissements : Ben M'sick i Sbata),
  - la prefectura de Casablanca-Anfa (arrondissements : Anfa, Mâarif i Sidi Belyout),
  - la prefectura de Hay Hassani (arrondissement : Hay Hassani),
  - la prefectura de Moulay Rachid (arrondissements : Moulay Rachid i Sidi Othmane),
  - la prefectura de Sidi Bernoussi (arrondissements : Sidi Bernoussi i Sidi Moumen)[2]
2. la comuna urbana de Méchouar de Casablanca

## Demografia
| Municipis              | 1994      | 2004      | Taxa de creixement |
| ---------------------- | --------- | --------- | ------------------ |
| Casablanca             | 2.713.169 | 2.946.440 | 8,6 %              |
| Méchouar de Casablanca | 3.956     | 3.365     | - 17,5 %           |
| Dades del cens         |           |           |                    |